# Juan Carlos Cárdenas Rey
Juan Carlos Cárdenas Rey (Bucaramanga, 1964) es un político e ingeniero colombiano. Alcalde de Bucaramangaen el periodo 2020 - 2023.

## Biografía

### Carrera
Cárdenas es egresado de la Universidad Industrial de Santander, donde obtuvo el título de Ingeniero Civil. También es Magíster de la Universidad de los Andes. Fue vicepresidente y luego presidente de CEMEX, en el Perú. También fue directivo en la Cámara Colombiana de Construcción.
Cárdenas Rey, sirvió como alcalde de Bucaramanga en el periodo 2020 al 2023.

## Controversias
Se le ha acusado de corrupción en su gestión en CEMEX; sin embargo, se determinó que las pruebas en su contra habían sido manipuladas.